# Colias adelaidae

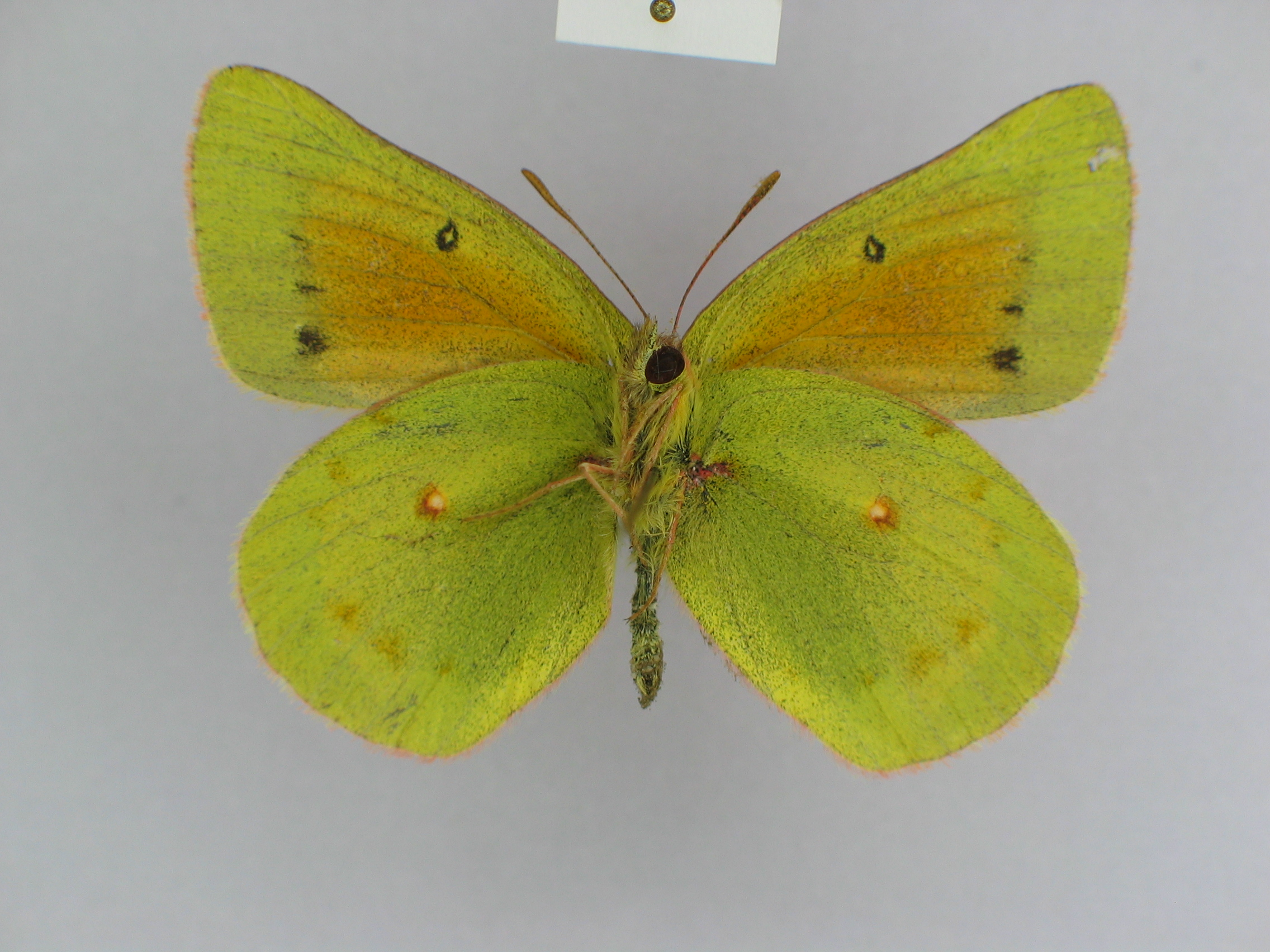
Unterseite von Colias adelaidae adelaidae ♂

Colias adelaidae ist ein Schmetterling (Tagfalter) aus der Familie der Weißlinge (Pieridae), der in China vorkommt.

## Beschreibung

### Falter
Das Männchen von Colias adelaidae adelaidae hat eine Spannweite von 40–44 mm. Die Flügel sind orange-rötlich und schimmern in einem bestimmten Winkel lila. Der schwarze Außenrand des Vorderflügels ist am Apex 6 mm und am Innenwinkel 3–4 mm breit. Die Adern auf dem orangen Grund sind schwarz und nur selten mit gelbem Rand. Die Fransen variieren von weiß bis rosa. Die gut entwickelte Diskoidalscheibe auf dem Vorderflügel ist schwarz. Der schwarze Außenrand der Hinterflügel ist innen unregelmäßig gerandet und 4-5 mm breit. Vor dem Innenrand ist der Hinterflügel grünlich, davor verläuft ein breites braunes Band vom Innenwinkel bis zur Basis. Die manchmal geteilte Duftschuppentasche ist gut entwickelt.
Die Flügelunterseiten sind gelb mit leichtem Grünstich. Basal und diskal sind die Vorderflügel rot bestäubt. Die kleine Diskoidalscheibe der Vorderflügel ist schwarz, in der Flügelmitte befinden sich oft kleine weiße Sprenkel und am Innenrand der Submarginalbinde schwach ausgeprägte, unregelmäßige braune Flecke. Die Hinterflügel haben diskoidal einen rot umrandeten weißen Fleck, eine submarginale Reihe von roten Flecken ist oft deutlich sichtbar.
Das Weibchen mit einer Spannweite von 38–44 mm ist oben diskal und basal meist weiß (etwa zu 65 %) und seltener gelblich bis orange und wirkt durch eine mehr oder weniger starke dunkle Bestäubung schmutzig. Die dunkle Bestäubung ist so stark, dass submarginal von der Grundfarbe nur eine Reihe aus fünf bis sieben gelben Flecken auf dem Vorder- und fünf bis sechs auf dem Hinterflügel zu sehen ist. Die Hinterflügel sind weißlich mit kräftigen orangen Diskoidalflecken. Basal und diskal ist die Bestäubung der Vorderflügel schwächer und die Grundfarbe deutlich sichtbar, auf dem Hinterflügel ist sie durch die starke Bestäubung fast nicht sichtbar und sie erscheinen bräunlich. Der Diskoidalfleck der Vorderflügel ist schwarz und auf dem Hinterflügel rot.
Die Unterseite der vorderen Flügel ist wie bei den Männchen gelb mit Grünstich und bei einigen Exemplaren gelb bis orange. Die Fransen sind rosa.

#### Unterartkarmalana
Das Männchen von Colias adelaidae karmalana hat eine Spannweite von 43 mm, die Grundfarbe entspricht der Nominatform, der schwarze Außenrand ist sehr breit. Auf dem Hinterflügel ist der Diskoidalfleck nur schwach sichtbar und am unteren Teil sitzen zwei helle Flecke. Die Unterseite ist hellgrün, stellenweise auch sehr schwach gelb.
Die Unterseite der Vorderflügel ist in der Basal- und Diskalregion grau bestäubt und leicht bräunlich und beim Hinterflügel von der Basal- bis zur Submarginalregion stark grau beschuppt. Der Zellfleck ist weiß gekernt. Der gesamte Submarginalbereich ist grün. Markant sind die braunschwarzen Punkte am Innenrand der Submarginalbinde der Vorder- und Hinterflügelunterseite. Die Fransen sind schmutzig weiß.
Die Weibchen der Unterart karmalana haben eine Vorderflügellänge von 27 mm bei einer Spannweite von 45 mm. Auf dem Vorder- und Hinterflügel ist die breite Submarginalbinde mit großen gelben Flecken durchsetzt. Die Vorderflügeloberseite ist orange gefärbt und schillert in einem bestimmten Winkel leicht lila. Die Hinterflügel sind im Gegensatz zur Nominatform stark schwarz verdunkelt und haben einen großen orangen Zellfleck, vor dem sich noch ein kleiner oranger Fleck befindet und von dem sich ein orangefarbener Strich Richtung Basalregion zieht.
Die Flügelunterseite hat eine graugrüne Grundfarbe und ist im Diskal- und Basalbereich des Vorderflügels orange und etwas gelb. Der Submarginalbereich ist durch weißlichgelbe Flecken aufgehellt.
Auf der Hinterflügelunterseite ist der innere Rand der Submarginalbinde schwach braun gefärbt. Der silberfarbene Zellfleck ist braun umrandet. Die Fransen sind oberseits schmutzig weiß, unterseits rosa.

## Ähnliche Arten
- Colias arida ist beim Männchen auf der Flügeloberseite eher gelb-orange statt orange-rot.  Der diskoidale Fleck auf dem Hinterflügel ist graubraun. Der diskoidale rote Fleck auf der Hinterflügelunterseite hat in seiner Mitte einen kleinen weißen Punkt.
- Colias eogene ist beim Männchen auf der Flügeloberseite eher rot-orange statt orange-rot. Die submarginalen schwarzen Ränder sind schmaler. Die Hinterflügelunterseite ist grünlich, manchmal mit bläulichen Adern.
- Colias stoliczkana ist beim Männchen auf der Flügeloberseite eher gelb-orange statt orange-rot. Der diskoidale rote Fleck auf dem Hinterflügel fehlt. Auf der Vorderflügelunterseite fehlen die submarginalen Flecke, die Hinterflügelunterseite ist dunkler orange.
- Colias wanda syn. C. baeckeri hat beim Männchen schmalere submarginale schwarze Ränder.

## Lebensraum
Colias adelaidae fliegt von 3000 auf bis 4500 Meter Höhe auf exponierten, feuchten Hängen mit krautiger Vegetation. Die Raupen ernähren sich von Tragant (Astragalus).

## Verbreitung
Die Nominatform kommt in China in den Hügeln um die Stadt Labrang (35°11'50"N, 102°30'36"O) im Kreis Xiahe in der Region Gansu vor. In Osttibet kommt sie in Nagong und um Shugden Gompa (29°25'00"N, 96°50'11"O) und beim wenige Kilometer entfernten Posho oder Pho-Cho-Fluß in Tibet vor.
Colias adelaidae karmalana ist vom Karma La (La = Pass) auf 4500 Meter Höhe in der tibetischen Provinz Qamdo beschrieben.

## Taxonomie
Der Status von Colias adelaidae ist nicht gesichert, sie ist nahe mit Colias arida verwandt und wurde von Rose & Schulte (1992) als deren Unterart betrachtet. Verhulst (2000), Hoshiai (1996) und Grieshuber (1999) betrachten sie als eigene Art.

## Belege